# Игумнов, Александр Николаевич
Александр Николаевич Игу́мнов  (19 [31] июля 1899, Кипель, Оренбургская губерния — 16 июня 1976, Свердловск) — советский горный инженер-геологоразведчик, известный уральский минералог.

## Биография
Александр Игумнов родился 18 (30) июля 1899 года или 19 (31) июля 1899 года в семье сельских учителей в с. Кипель Кипельской волости Челябинского уезда Оренбургской губернии, ныне село входит в Юргамышский муниципальный округ Курганской области.
В 1909—1917 годах обучался в Челябинском и Екатеринбургском реальных училищах.
Окончив в 1917 году Екатеринбургское реальное училище, поступил в только что созданный Уральский горный институт. Из-за Гражданской войны учёбу пришлось прервать. В 1918 году был мобилизован в Белую армию, служил старшим писарем в 28-м Ирбитском горных стрелков полку (с 13 ноября 1918 — 28-й Ирбитско-Перновский гренадерский полк) 7-й Уральской дивизии горных стрелков, в 1919 году попал в плен в Ново-Николаевске (Новосибирске) и продолжил военную службу в Рабоче-Крестьянской Красной Армии в должности переписчика при штабе 35-й стрелковой дивизии.
После демобилизации в мае 1920 года продолжил своё образование, сочетая учёбу с работой по выбранной специальности: препаратором на кафедре минералогии, преподавателем техникума, техником-разведчиком поисковой партии на хромит, заведующим минералогической мастерской УОЛЕ.
По окончании института в 1930 году получил квалификацию горного инженера и продолжил работу в Уральском отделении Института прикладной минералогии (ИПМ), где руководил темой по изучению уральских месторождений кианита, занимался изучением шлихов уральских россыпей, обнаружив в них ряд минералов, ранее неизвестных на Урале. В 1936 году приказом Наркомтяжпрома СССР был утверждён в учёном звании старшего научного сотрудника.
Когда к проведению в Москве в 1937 году Международного геологического конгресса было решено создать в Свердловске научно-производственную геологическую выставку (ныне — Уральский геологический музей Уральского государственного горного университета), А. Н. Игумнов стал одним из создателей отдела минералогии и геохимии.
В 1939 году перешёл в Горно-геологический институт УФАН СССР, где его деятельность началась с работы по подготовке пятитомного труда «Минералогия Урала», главными редакторами которого были академики А. Е. Ферсман и А. Г. Бетехтин. Война прервала эту работу — в 1941 году вышел из печати только 2-й том, где перу А. Н. Игумнова принадлежат 15 статей.
В годы Великой Отечественной войны работал на Первоуральском титано-магнетитовом месторождении, обнаружил очень редкий и не описанный до этого на месторождении минерал халькотрихит — волосовидную разновидность куприта, затем геологом на руднике оборонного значения в районе Вишнёвогорска. За эту работу он был награждён медалью «За доблестный труд в Великой Отечественной войне 1941—1945 гг.»
В послевоенные годы занимался проблемами генезиса и поисковыми признаками колчеданных месторождений, а также немалое время посвятил изучению и развитию сырьевой базы природных архитектурно-строительных и облицовочных материалов. Им открыты новые месторождения яшмы и мрамора в Ивдельском районе Свердловской области, разработана классификация яшм на основе их структурно-текстурных особенностей.
Александр Николаевич Игумнов умер 16 июня 1976 года в городе Свердловске Свердловской области, ныне город Екатеринбург той же области. Похоронен на Широкореченском кладбище Верх-Исетского района города Екатеринбурга. Секция 12 (17 р. от зап. дороги, 16 р. от сев. аллеи).

## Награды
- Орден «Знак Почёта», 1954 год
- Медаль «За доблестный труд в Великой Отечественной войне 1941—1945 гг.»

## Память
В 1979 году вышла книга В. Б. Семёнова «Яшма», иллюстрированная снимками, сделанными с образцов яшм из коллекции А. Н. Игумнова.
В 1994 году один из вновь открытых минералов получил в честь А. Н. Игумнова название Игумновит.

## Труды
- Игумнов А. Н., Кожевников К. Е. Уральские месторождения дистена (кианита). — М.-Л.; ОНТИ НКТП СССР, 1935. — 80 с.
- Минералогия Урала. Т. 2. — М.—Л.: АН СССР, 1941 — С. 11-13, 121—128, 160, 178—183, 199—200, 281—282, 292—293, 297, 312—313, 321, 337—338, 377—381.
- Игумнов А. Н. О первичной структуре жильного кварца // ДАН СССР, 1951, Т. 79, № 3. — С. 509—511.
- Игумнов А. Н. О текстурных особенностях пестроцветной яшмы Южного Урала // Труды ГГИ УФАН СССР, вып. 35, 1960. — С. 143—155.